# Melanchroiopsis
Melanchroiopsis es un  género de lepidópteros perteneciente a la familia Noctuidae. Es originario de América. Fue descrito por  Harrison Gray Dyar Jr. en 1918.

## Especies
- Melanchroiopsis acroleuca Dyar, 1918
- Melanchroiopsis mardava Druce, 1897
- Melanchroiopsis noctilux Walker, 1854